# Tonight I'll Be Staying Here with You
Pistes de Nashville Skyline
Lay Lady Lay Wigwam

Tonight I'll Be Staying Here with You est une chanson écrite par Bob Dylan et tirée de son album Nashville Skyline de 1969. Il s'agit de la chanson de clôture de l'album. La chanson est le troisième single de l'album, après « I Threw It All Away » et « Lay Lady Lay », atteignant la 50e place du classement américain Billboard Hot 100, et le top 20 dans d'autres pays,. Il fait partie de son anthologie en figurant dans les albums de compilation Bob Dylan's Greatest Hits Vol. II et Playlist : The Very Best of Bob Dylan '60s' ».

## Historique et composition
Dylan est arrivé aux sessions d'enregistrement de Nashville Skyline en ayant écrit seulement quatre chansons, dont I Threw It All Away et Lay Lady Lay.  Après avoir enregistré ces chansons et trois autres nouvelles les 13 et 14 février 1969, il avait besoin de quelques chansons supplémentaires pour compléter l'album.  « Tonight I'll Be Staying Here with You » fut écrite en deux jours au Ramada Inn où Dylan séjournait, et enregistrée en 11 prises le 17 février. La chanson rappelle les deux dernières chansons de l'album précédent de Dylan, « John Wesley Harding », « Down Along the Cove » et « I'll Be Your Baby Tonight », en particulier cette dernière,,.
Les paroles de « Tonight I'll Be Staying Here with You » marquent un changement par rapport à de nombreuses chansons d'amour antérieures de Dylan, qui exprimaient une inquiétude à la recherche de l'amour parfait. En revanche, « Tonight I'll Be Staying Here with You » exprime la dévotion de Dylan envers sa maîtresse et sa volonté de rester avec elle,,,. Même si la phrase du titre, qui est répétée à la fin de chaque couplet, n'exprime explicitement que la volonté de rester « ce soir », l'implication de la chanson est que le chanteur est prêt à rester de manière permanente et à devenir un père de famille,.  L'imagerie du train est présente tout au long de la chanson, mais contrairement aux chansons précédentes qui utilisaient une imagerie similaire, dans cette chanson, même si le chanteur « peut entendre le sifflement », il veut « jeter son billet par la fenêtre » et laisser la place à « un pauvre garçon dans la rue » afin de pouvoir rester avec son amant,,,. L'accompagnement comprend du piano, de la pedal steel guitar et de la guitare basse,.

## Réception
Lors de la sortie du single, Cash Box a déclaré que, contrairement aux singles précédents de Dylan, « cette ballade est affinée jusqu'au bout et aiguisée par d'excellentes touches de production ». Il a également été inclus dans le coffret 2019  Bob Dylan - The Rolling Thunder Revue : The 1975 Live Recordings, ainsi qu'une répétition de la chanson. Billboard a déclaré que « cet élément rythmique original fort... offre en grande partie le même potentiel [que “Lay Lady Lay”] ». Record World l'a qualifié de « nouveau classique du maître ». Beck Hansen a déclaré à Mojo que « Tonight I'll Be Staying Here With You » est sa chanson préférée de Bob Dylan :  « Je n'ai commencé à m'intéresser à sa musique que lorsque j'ai commencé à écouter les disques de Nashville. Ce sont ceux-là qui m'ont vraiment touché, parce que j'aimais beaucoup la musique country quand j'étais plus jeune et que j'ai entendu ces disques pour la première fois... J'ai toujours aimé ses chansons d'amour un peu faciles. Pour quelqu'un qui est un géant comme lui, qui écrit ces grandes chansons cinématographiques comme Visions Of Johanna qui vous entraînent dans un monde étrange, il suffit de lancer une bonne petite mélodie... c'est un aspect de Dylan que j'ai toujours vraiment apprécié ». 

## Performances live
Dylan n'a pas joué « Tonight I'll Be Staying Here with You » en concert avant les tournées de la Rolling Thunder Revue en 1975 et 1976, et il ne l'a pas rejoué avant février 1990 sur le Neverending Tour,. La première représentation en direct a eu lieu à Waltham, Massachusetts le 22 novembre 1975. La version de la Rolling Thunder Revue est devenue un rocker hystérique, plutôt que la douce chanson country de l'album original. Une version live de la chanson de la première tournée de la Rolling Thunder Revue a été publiée en 2002 sur The Bootleg Series Vol. 5 : Bob Dylan Live 1975, The Rolling Thunder Revue... ; il a également été inclus dans le coffret 2019  Bob Dylan - The Rolling Thunder Revue : The 1975 Live Recordings, ainsi qu'une répétition de la chanson. Selon son site officiel, Dylan a joué la chanson 144 fois au total entre 1975 et 2006,.